# 少女戦士伝シオン
『少女戦士伝シオン』（しょうじょせんしでんシオン）は、2010年8月20日公開の日本映画。

## 概要
未来を舞台に少女戦士が剣で戦うファンタジックアクション映画。CMなどで活躍している谷内里早の初主演映画。『ベースボールキッズ』の瀧澤正治による第2回監督作品。風景は全てCGで、撮影は全てスタジオのグリーンバックで撮られた。2010年8月20、21日2日間のみ渋谷シアターTSUTAYAでレイトショー上映、その後OVC（オリジナル・ビデオ・シネマ）としてDVDが2012年3月23日にリリースされた。
キャッチコピーは「愛と欲望と名誉のため命を賭して戦う十二名の少女戦士」

## ストーリー
風の時代といわれる遥か未来。十二の部族は12年に1度、十二支の代表の戦士による、六賢の塔で六賢の宝珠(仁・忠・義・智・勇・慈)を見つけ出し十二支の大族長を選出する武冠陰陽試合が行われていた。シオンら12名の少女戦士達はそれぞれ己の信念のために命を賭けた戦いが始まった。

## キャスト
- 子(し)の国 シオン - 谷内里早
- 戌(じゅつ)の国 カリン - 松岡茉優
- 末(び)の国 ヒマワリ - 北出菜穂
- 辰(しん)の国 アヤメ - 山田さくや
- 午(ご)の国 アザミ - 武田梨奈
- 卯(ぼう)の国 モクレン - 山本憂奈
- 申(しん)の国 スミレ - 加藤朝貴
- 酉(ゆう)の国 カエデ - 河口舞華
- 丑(ちゅう)の国 アンズ - 黒須優菜
- 巳(し)の国 ザクロ - 金すよん
- 亥(がい)の国 バキラ - 安倍エレナ
- 寅(いん)の国 アイリス - 江原美優

- 影の人物 - おのさなえ、重松愛子、永長正美、道明寺まり、原田遥、安河内理恵

- バキラの母（声） - 道明寺まり
- アイリスの父（声） - 瀧澤正治
- アイリスの母（声） - 安河内理恵
- 卯(ぼう)の国 族長（声） - おのさなえ
- 寅(いん)の国 族長（声） - 原田遥
- お婆様（声） - 野口すみえ
- アザミの母（声） - 永長正美
- 語り部 - 重松愛子

## スタッフ
- 監督・プロデューサー - 瀧澤正治
- 脚本 - 瀧澤正治、椎名勲
- プランニング - 長谷川尚紀、木嶋啓二
- 撮影 - 平林寛信
- 照明 - 守利賢一、藤森玄一郎、田部誠（サンエイ通商）
- 録音技師 - 辻井一郎、沼田和夫
- 剣術指南 - 松浦健城、佐藤健司
- VFXアドバイザー - 國米修市
- 小道具アーチスト - 渡邊成就
- 衣装デザイナー - 山口さとみ
- スタイリスト・メイクアーチスト - ASAMI（エーツー）
- CGIスーパーバイザー - 石井雄一
- CGIアーティスト - 天久賢哉、滝口佑樹、宮嵜剛（デジタルスタジオ・ジャパン）、小山健一（アージュ）
- VFXディレクター - 千葉政紀
- VFXコンポジット合成 - 長谷川尚紀、木嶋啓二
- ビジュアルデザイナー・ビデオエンジニア - 林隼也
- チーフ助監督 - 川鍋淳子
- ラインプロデューサー・助監督 - 大橋麻美、富田雄大（東京ビジュアルアーツ）
- カメラチーフアシスト - 平野晋吾
- カメラセコンドアシスト - 中村茜紀
- キャスティング - 福岡康裕
- 協力 - ヒラタオフィス、劇団ひまわり、インセント、サラエンターテイメント、スターダストプロモーション、GB.カンパニー、フジアクターズ・シネマ、栃木フイルムコミッション、大谷石センター
- 企画・製作・著作 - キッズ

## 主題歌
- 『十二支の童歌』
作曲 - 国広寿美 / 編曲 - 松永宏紀 / 作詞 - 瀧澤正治 / 指導 - 成瀬当正
唄 - 声楽グループ まつぼっくり児童合唱団
大橋杏子、中津佐保、服部まあや、服部貫志、野々綾香、石村明日香、藤原爽、神戸諒、澤井勇毅、成瀬都、伊藤心、郡家玲菜、郡家恵義